# Сиренко, Михаил Петрович
Михаил Петрович Сиренко (род. 1 января 1936, Дружня, Киевская область) — советский актёр, режиссёр-документалист, кинокритик, поэт. Заслуженный работник культуры Украины.

## Биография
Родился в 1936 году в селе Дружня, Киевская область.
В 1957 году окончил КГИТИ имени И. К. Карпенко-Карого, студентом в 1950-е снимался в эпизодических ролях в фильмах Киностудии имени А. Довженко.
Работал на студии «Укркинохроника», где в качестве режиссёра снял ряд документальных фильмов, около пятидесяти сюжетов для киножурналов «Советская Украина» и «Юность Украины».
Работал в журнале «Новини кіноекрана», выступал как кинокритик, за статьи о кино стал лауреатом премии Союза кинематографистов Украинской ССР (1983).
В 1990-х годах работал заместителем главного редактора журнала «Дніпро».
Заслуженный работник культуры Украины, награджён знаком «Отличник кинематографии СССР».
Автор ряда поэтических сборников.

## Фильмография
- 1954 — «Богатырь» идёт в Марто — житель Марто (нет в титрах)
- 1958 — Волшебная ночь — эпизод (нет в титрах)
- 1958 — Голубая стрела — радист (нет в титрах)
- 1958 — Киевлянка — эпизод (нет в титрах)
- 1958 — Ч. П. — Чрезвычайное происшествие — Иван Васильевич Петренко
- 1959 — Солдатка — брат Ганны